# Malcolm Shaw
Malcolm Isaiah Shaw (Pickering, 27 marzo 1997) è un calciatore trinidadiano con cittadinanza canadese, attaccante del Galway United e della nazionale trinidadiana.

## Statistiche

### Cronologia presenze e reti in nazionale
| Cronologia completa delle presenze e delle reti in nazionale ― Trinidad e Tobago | Cronologia completa delle presenze e delle reti in nazionale ― Trinidad e Tobago | Cronologia completa delle presenze e delle reti in nazionale ― Trinidad e Tobago | Cronologia completa delle presenze e delle reti in nazionale ― Trinidad e Tobago | Cronologia completa delle presenze e delle reti in nazionale ― Trinidad e Tobago | Cronologia completa delle presenze e delle reti in nazionale ― Trinidad e Tobago | Cronologia completa delle presenze e delle reti in nazionale ― Trinidad e Tobago | Cronologia completa delle presenze e delle reti in nazionale ― Trinidad e Tobago |
| Data                                                                             | Città                                                                            | In casa                                                                          | Risultato                                                                        | Ospiti                                                                           | Competizione                                                                     | Reti                                                                             | Note                                                                             |
| -------------------------------------------------------------------------------- | -------------------------------------------------------------------------------- | -------------------------------------------------------------------------------- | -------------------------------------------------------------------------------- | -------------------------------------------------------------------------------- | -------------------------------------------------------------------------------- | -------------------------------------------------------------------------------- | -------------------------------------------------------------------------------- |
| 25-6-2023                                                                        | Fort Lauderdale                                                                  | Trinidad e Tobago                                                                | 3 – 0                                                                            | Saint Kitts e Nevis                                                              | Gold Cup 2023 - 1º turno                                                         | -                                                                                | 59’                                                                              |
| 28-6-2023                                                                        | Saint Louis                                                                      | Giamaica                                                                         | 4 – 1                                                                            | Trinidad e Tobago                                                                | Gold Cup 2023 - 1º turno                                                         | -                                                                                | 45’                                                                              |
| 2-7-2023                                                                         | Charlotte                                                                        | Stati Uniti                                                                      | 6 – 0                                                                            | Trinidad e Tobago                                                                | Gold Cup 2023 - 1º turno                                                         | -                                                                                | 70’                                                                              |
| 8-9-2023                                                                         | Port of Spain                                                                    | Trinidad e Tobago                                                                | 1 – 0                                                                            | Antille Olandesi                                                                 | CONCACAF Nations League 2023-2024 - 1º turno                                     | -                                                                                | 70’                                                                              |
| 10-9-2023                                                                        | San Salvador                                                                     | El Salvador                                                                      | 2 – 3                                                                            | Trinidad e Tobago                                                                | CONCACAF Nations League 2023-2024 - 1º turno                                     | 1                                                                                | 90+4’                                                                            |
| 16-11-2023                                                                       | Austin                                                                           | Stati Uniti                                                                      | 3 – 0                                                                            | Trinidad e Tobago                                                                | CONCACAF Nations League 2023-2024 - Quarti di finale                             | -                                                                                | 66’                                                                              |
| 21-11-2023                                                                       | Port of Spain                                                                    | Trinidad e Tobago                                                                | 2 – 1                                                                            | Stati Uniti                                                                      | CONCACAF Nations League 2023-2024 - Quarti di finale                             | -                                                                                | 77’                                                                              |
| Totale                                                                           |                                                                                  | Presenze                                                                         | 7                                                                                |                                                                                  | Reti                                                                             | 1                                                                                |                                                                                  |

## Palmarès
- Canadian Premier League: 1

Cavalry: 2024